# ثوم غامق
الثوم الغامق (باللاتينية: Allium opacum) نوع نباتي عشبي يتبع جنس الثوم من الفصيلة الثومية.

## الموئل والانتشار
ينتشر في بلاد الشام وتركيا.